# 藤田知未
藤田 知未（ふじた ともみ、1985年3月10日 - ）は、日本の元女性声優。群馬県出身。旧名：藤田 知美（ふじた ともみ）。

## 人物
以前は尾木プロ THE NEXTに所属していた。
趣味はダンス。

## 出演作品

### テレビアニメ
2007年
- アイシールド21（子供）

2008年
- おねがい♪マイメロディ きららっ★（ブタくん）
- おねがいマイメロディ すっきり♪（女子高生）

2009年
- ジュエルペット（2009年 - 2012年、リル、女子高生、サンマ）-4シリーズ

2013年
- 義風堂々 直江兼続 -前田慶次月語り-（遊女たち）

### OVA
- テニスの王子様

### ゲーム
- 追憶の向こう側（嵯峨野可奈）

### CM
- パルコ 店頭用CM

### ラジオ
- 明・めぐみのドリーム・ドリーム・パーティ

### 舞台
- エブリリトルシング
- 日本工学院専門学校公園
  - カナリア
  - 春の雪
- 劇団THE NEXT旗揚げ公演「燃ゆる暗闇にて」（2012年3月23日‐25日、ウエストエンドスタジオ）